# 三坊乡
三坊乡，是中华人民共和国江西省吉安市永丰县下辖的一个乡镇级行政单位。

## 行政区划
三坊乡下辖以下地区：
罗坊村、宗溪村、下坊村和丁坊村。